# Centrale hydroélectrique du ruisseau des Ondes
La centrale hydroélectrique du ruisseau des Ondes est une centrale au fil de l'eau d'une puissance installée de 7,5 MW, située sur le cours du ruisseau des Ondes, sur la commune de Saint-Symphorien-de-Thénières, dans le département de l'Aveyron, en France.
Elle comprend un barrage poids en amont du ruisseau des Ondes, une conduite forcée et une centrale hydroélectrique au bord de la rivière Truyère. 

## Description

### Barrage poids
Le barrage comporte un évacuateur de crues qui permet d'éviter les risques en cas de fortes précipitations
Le barrage a été réalisé en béton, les fondations sont elles constituées du terrain granitique à l'emplacement du barrage.
La longueur du barrage au niveau de la crête est de 69,20 m (le barrage est rectiligne)
La largeur du barrage est de 1,20 m au niveau de la crête et de 12 m à sa base
La hauteur du barrage par rapport au terrain est de 12,5 m et de 13,5 m par rapport à ses fondations
La capacité du lac formée grâce au barrage est de 300 000 m³ au niveau normal de la retenue.
L'ouvrage de prise d'eau de l'aménagement est situé au pied du barrage (coté amont) au niveau de l'extrémité nord de l'évacuateur de crue, il permet d'alimenter la centrale hydroélectrique via la conduite forcée, mais aussi de restituer le débit réservé du ruisseau des Ondes au niveau de l'ouvrage en lui même. L'eau destinée à être restituée comme débit réservé est récupérée via un piquage de diamètre 300 mm au sein du barrage juste après le départ de la conduite forcée vers la centrale hydroélectrique
Le barrage est équipé d'un système de vidange pour permettre d'assurer plus facilement la maintenance de l'ouvrage. 
L’ouvrage permettant de vidanger le lac du barrage est constitué d’un conduit de diamètre 1100mm relié à une vanne plate située du côté amont du barrage dans sa partie basse.

### Conduite forcée
Le diamètre de la conduite forcée permettant d'acheminer l'eau depuis le barrage vers la centrale hydroélectrique est de 1200 mm, elle est équipée d'au moins une vanne papillon (celle située dans le barrage).
La longueur de la conduite forcée est d'environ 2,6 km.

### Usine du ruisseau des Ondes
La centrale hydroélectrique est située à la jonction entre le ruisseau des Ondes et la rivière Truyère, elle se trouve en contrebas du pont de Valcayles. Une route permet de rejoindre l'usine depuis l'extrémité sud est du pont de Valcayles.
La centrale est reliée au réseau de distribution Enedis via une ligne aérienne venant du nord pour délivrer sa production d'électricité.

## Biodiversité
Le débit réservé restitué au ruisseau des Ondes au niveau de l’aménagement est de 85 l/s entre Septembre et Mai et de 100 l/s entre Juin et Août. Cela permet ainsi de respecter les objectifs de biodiversité définis par les services de l'état français